# Jiro Miyake
Jiro Miyake, född 1900, död 30 november 1984, var  en japansk tidigare fotbollsspelare.